# Vizi privati, pubbliche virtù
Vizi privati, pubbliche virtù és una pel·lícula italiana del 1976 dirigida per Miklós Jancsó.

## Argument
L'arxiduc Rodolf d'Habsburg, hereu del tron imperial, disputa el poder del seu pare Francesc Josep: no pot fer-ho descendint el seu propi territori, el Delfí decideix qüestionar-se, ridiculitzant el seu paper com a futur emperador.
Al jardí d'una esplèndida residència de camp l'arxiduc, que té una relació incestuosa amb la seva germanastra Sofia i el seu germanastre, fills naturals del seu pare i la dona d'un ministre, balla nu al so de l'orquestra militar, es treu la roba interior de la seva dona adormida, mostrant als criats l'emblema imperial brodat, fa que la infermera, amb a qui té una intimitat oberta, orini en el barret de palla de la dona. La seva dona, l'obtusa i detestada Stéphanie, imposada pel seu pare, és obligada a marxar cap a la capital.
L'emperador envia un general per dir-li que es presenti a la cort, però l'oficial és expulsat i fa que el persegueixin els gossos. L'arxiduc aboca una pols afrodisíac a les begudes, així les cortesanes, les duquesses i les baronesses s'abandonen a una dansa interminable, despullant-se a poc a poc fins a quedar-se nues juntes amb els nois d'un circ cridat especialment. L'objectiu és fer una fotografia de l'orgia que es farà circular per fer l'escàndol públic. Durant la festa, l'arxiduc es proclama emperador, mentre que els retrats del sobirà i les màscares amb l'efígie són burlats i vilipendiats.
El general -que va ser el sàdic tutor de l'arxiduc al col·legi militar- torna i veu què passa, però els amics de l'arxiduc el capturen i l'obliguen a un càstig: haurà de ser posseït per Maria, l'amant de l'arxiduc, que l'ha proclamada emperadriu, aparentment una bella noia, però en realitat un hermafrodita.
La resposta del pare a tal depravació no es fa esperar: la vil·la està setjada per soldats i arriba un ministre, pare putatiu de la germanastra i el mig germà de l'arxiduc, per a un últim intent de fer raonar aquest últim i salvar almenys la vida d'aquells que ha reconegut com a fills. Llavors Rodolf comença a percebre que s'acosta el final i, descartant la servitud i considerant-se boig, comença una darrera orgia amb els seus amics més propers: el duc, Sofia i Mary. La infermera l'adverteix del perill, advertint-li que, si bé encara no vegi motius vàlids per matar, hi ha, tanmateix, qui paga per inventar-ne algun.
A l'alba, cinc homes uniformats, sota les ordres del general, entren al pati on van passar la seva última nit de plaer i disparen i maten els quatre rebels. Només el cos de Rodolf roman estirat juntament amb el de Mary i els seus cossos estan composts. En canvi, els cadàvers dels dos germanastres es fan desaparèixer; un sacerdot anuncia el suïcidi de l'hereu al tron que, segons la versió oficial, es va treure la vida després de matar la dona que estimava amb qui, per motius d'estat, no podria casar-se mai. Mentre es llegeix una nota de comiat falsa, el cotxe fúnebre amb els cossos de Rodolf i Mary s'allunya.

## Repartiment
- Lajos Balázsovits: arxiduc Rodolf
- Pamela Villoresi: Sofia
- Franco Branciaroli: duca
- Teresa Ann Savoy: baronessa Maria ("Mary") Vetsera
- Laura Betti: infermera Thérèse
- Ivica Pajer: general
- Zvonimir Črnko
- Umberto Silva: sacerdot
- Demeter Bitenc
- Susanna Javicoli
- Anikó Sáfár
- Ilona Staller
- Gloria Piedimonte
- Cesare Barro
- Luigi Marturano
- Marino Matota
- Andrija Tunjić
- Crippy Yocard

## Producció
La pel·lícula es va rodar en uns dos mesos en un castell del segle xviii de Vinica, a uns cent quilòmetres al nord de Zagreb (al aleshores Croàcia Iugoslava). Els actors i figurants, de diverses nacionalitats, recitaven cadascun en la seva llengua i després van ser doblats, mentre que les cançons es van mantenir en la seva llengua original. El títol hongarès de la pel·lícula (Magánbűnök, közerkölcsök) significa literalment "vicis privats, plaers públics", i aquest (no l'italià) és el títol traduït a les edicions estrangeres (per exemple, l'anglès, Private vices, public pleasures).

## Recepció

### Crítica
L'amor impossible narrat a la pel·lícula és una variació de l'incident de Mayerling, és a dir, la relació clandestina entre l'Arxiduc d'Àustria Rodolf d'Àustria, legítim hereu al tron dels Habsburg, i de la seva amant, la baronessa hongaresa Maria Vetsera, que va acabar amb el doble suïcidi dels protagonistes i que, segons algunes fonts (mai confirmades), podria haver estat, en canvi, un doble assassinat ideat pels oficials de la cort de l'emperador Francesc Josep, pare de Rodolf, que temia, a causa de la influència de la baronessa sobre l'Arxiduc, les seves simpaties prohongareses.
La pel·lícula està deliberadament desproveïda de referències històriques precises, tot i que les representacions de l'emperador representen els trets de Francesc Josep I d'Àustria i transcorre en un ambient entre el real i el fantàstic.
Per a molts crítics, la pel·lícula és descaradament comercial i té contingut sexual explícit, mentre que per a altres és una apologia sobre la immoralitat i la vida viciosa dels nobles.
| « | «La tesi habitual sobre el sexe com a instrument de rebel·lió contra el poder, en una pel·lícula que semblava una adaptació de l'autor a les necessitats comercials». *½ | » |

## Controvèrsia
Es va presentar a la secció oficial del 29è Festival Internacional de Cinema de Canes de 1976 per Itàlia; no va obtenir cap premi, però va ser objecte de nombroses controvèrsies.
A Itàlia la pel·lícula va ser confiscada dues vegades, mentre que el director i Giovanna Gagliardo, guionista, van ser jutjats i condemnat en primera instància per obscenitat i després absolt en els successius graus de judici. Entre els motius de la censura, a més de la represa explícita d'una masturbació i una -només al·lusió- felació ambdues realitzades per Laura Betti (una mica menys de cinquanta en el moment del rodatge), també el paper d'hermafrodita de Thérèse-Ann Savoy i el clima d'orgia desenfrenat, amb abundància de nuesa femenina però també masculina.